# Mangles River
Der Mangles River ist ein Fluss in der Region Tasman auf der Südinsel von Neuseeland.

## Geographie
Der Mangles River entspringt an der nordöstlichen Flanke des 1053 m hohen Noels Peak, der westlich der Braeburn Range gelegen ist. Von dort beschreibt der Fluss einen rund 23 km langen, dem Uhrzeigersinn folgenden Bogen und mündet bei der kleinen Siedlung Longford, die sich rund 3,5 km ostnordöstlich von Murchison befindet, in den Buller River.